# Centro de Investigaciones y Estudios Superiores en Antropología Social
El Centro de Investigaciones y Estudios Superiores en Antropología Social (CIESAS) (en mam: Ch'aqchaq te Jyol ixh K'el ta Tlimal U'j to Antropología Ky'i Xhjal) es una institución de enseñanza superior e investigación en México. Es un organismo público descentralizado, dependiente del Consejo Nacional de Ciencia y Tecnología (Conacyt) y adscrito al Sistema de Centros Públicos de Investigación de este último, como parte del subsistema de ciencias sociales.

## Fundación
El Centro de Investigaciones y Estudios Superiores en Antropología Social fue fundado en septiembre de 1973 por Gonzalo Aguirre Beltrán,  Guillermo Bonfil y Ángel Palerm, en ese entonces con el nombre Centro de Investigaciones Superiores del Instituto Nacional de Antropología e Historia (CISINAH). Más tarde, en 1980, se reestructuró y recibió la denominación que conserva hasta la fecha.

## Orientación académica y de investigación
El CIESAS atiende los campos académicos de la antropología social, la historia, la etnohistoria y  la lingüística, entre otras ciencias sociales. Se ha especializado en las tareas de investigación y formación de recursos humanos de las áreas de su competencia. Funciona en diversas regiones de México, y también cuenta con vinculación internacional.[cita requerida]
Dispone de cerca de 150 investigadores, distribuidos en siete sedes: la Ciudad de México y cinco unidades regionales (Golfo, Istmo, Occidente, Sureste y Peninsular). Cuenta asimismo con un programa regional (Noreste), con el que contribuye a generar conocimiento de la frontera mexicana-estadounidense.[cita requerida]
En el CIESAS, se realizan investigaciones aplicadas y se desarrollan evaluaciones de las  políticas públicas. Se atiende también la formación de profesionales a partir de ocho posgrados.[cita requerida]
Los conocimientos alcanzados por medio de sus investigaciones y programas académicos se difunden por medio de publicaciones, que han rebasado, al menos en el 2012, un millar de documentos impresos y distribuidos.[cita requerida]

## Dirección
El CIESAS  ha tenido siete directores y dos directoras generales: 
| Directores                     | Periodo     |
| ------------------------------ | ----------- |
| Ángel Palerm Vich              | 1973 - 1976 |
| Guillermo Bonfil Batalla       | 1976 - 1980 |
| Henrique González Casanova     | 1980 - 1982 |
| Eduardo Matos Moctezuma        | 1983 - 1986 |
| Leonel Durán Solís             | 1986 - 1989 |
| Teresa Rojas Rabiela           | 1990 - 1996 |
| Rafael Loyola Díaz             | 1996 - 2004 |
| Virginia Araceli García Acosta | 2002 - 2014 |
| Agustín Escobar Latapí         | 2014 - 2019 |
| Fernando I. Salmerón Castro    | 2019 - 2020 |
| América Molina del Villar*     | 2020 - 2020 |
| Carlos Macías Richard          | 2020 -      |
| *Directora general interina.   |             |

## Unidades Regionales

### Unidad Regional Ciudad de México
La Unidad Regional Ciudad de México se encuentra en la Alcaldía de Tlalpan. En 1973 inició sus actividades, como sede única, hasta 1982 cuando se fundó la Unidad Regional Golfo. 

### Unidad Regional Golfo
La Unidad Regional Golfo se encuentra en la ciudad de Xalapa, Veracruz. Se fundó en 1982 por Gonzalo Aguirre Beltrán.

### Unidad Regional Noreste
La Unidad Regional Noreste se encuentra en la ciudad de Monterrey, Nuevo León. Se fundó en 1997, en la ciudad de Saltillo, Coahuila, y se trasladó a su actual sede en 2004. En 2014 se le confiere el nombramiento de unidad regional. 

### Unidad Regional Occidente
La Unidad Regional Occidente se encuentra en la ciudad de Guadalajara, Jalisco. Se fundó en 1987 gracias a las gestiones de Leonel Durán, Agustín Escobar Latapí y Jorge Alonso. 

### Unidad Regional Pacífico Sur
La Unidad Regional Pacífico Sur se encuentra en la ciudad de Oaxaca de Juárez, Oaxaca. Se fundó en 1987 por un grupo de académicos encabezado por Salomón Nahmad Sittón.

### Unidad Regional Peninsular
La Unidad Regional Peninsular se encuentra en la ciudad de Mérida, Yucatán. Se fundó en 2011 con el nombre de Programa Peninsular.

### Unidad Regional Sureste
La Unidad Regional Sureste se encuentra en la ciudad de San Cristóbal de las Casas, Chiapas. Se fundó en 1985 por un grupo de investigadores encabezado por Andrés Fábregas Puig.

## Investigadoras e Investigadores

### Unidad Regional Ciudad de México
| - María de Lourdes Álvarez Fragoso - Hiroko Asakura - Elena Azaola Garrido - Alberto Aziz Nassif - María Magdalena Guadalupe Barros Nock - Lucía Bazán Levy - Mercedes Blanco - Susann V. Hjorth Boisen - Juan José Briseño Guerrero - Julieta Briseño Roa - Beatriz Estela Calvo Pontón - Teresa Eugenia Carbó Pérez - Mario Ernesto Chávez Peón Herrero - Emiliana Cruz Cruz - Ludka Enriqueta Krupskaia de Gortari Krauss - María de Lourdes de León Pasquel - Héctor Díaz Polanco - Antonio Escobar Ohmstede - Rosario Esteinou Madrid - María Margarita Estrada Iguiniz - Mariana Favila Vázquez - Dolores Figueroa Romero - José Antonio Flores Farfán - Carlos Antonio Flores Pérez | - Virginia Araceli García Acosta - Valentina Garza Martínez - Daniela Grollová Ornsteinova - Manuel Álvaro Hermann Lejarazu - Rosalva Aída Hernández Castillo - Néstor Hernández Green - Carmen Icazuriaga Montes - Olivier Le Guen - Sergio Lerín Piñon - Jesús Manuel Macías Medrano - Pablo Martínez Carmona - María Regina Martínez Casas - Hildeberto Isaías Martínez Martínez - Marcos Matías Alonso - Jorge Roberto Melville Aguirre - Jesús Edgar Mendoza García - Eduardo Luis Menéndez Spina - María de la Luz Mohar Betancourt - América Molina del Villar - Mariana Mora Bayo - Rubén Muñoz Martínez - Daniel Murillo Licea - Carlos David Navarrete Gómez - Rosa María Osorio Carranza | - Carlos Salvador Paredes Martínez - Ricardo Pérez Montfort - Margarita Pérez Negrete - Isabel María Povea Moreno - Patricia Ravelo Blancas - Carolina Robledo Silvestre - Mariángela Rodríguez Nicholls - Georgina Rojas García - Teresa Rojas Rabiela - Lourdes Magdalena Romero Navarrete - Maria Cecilia Isabel Rossell Gutiérrez - Jesús Ruvalcaba Mercado - Eva Salgado Andrade - Fernando Ignacio Salmerón Castro - Sergio Guadalupe Sánchez Díaz - José Sánchez Jiménez - Gonzalo Andrés Saraví - Rachel Sieder - María Teresa Sierra Camacho - Patricia Torres Mejía - Mario Alberto Trujillo Bolio - Frida Guadalupe Villavicencio Zarza - Brígida Margarita von Mentz de Boege - Claudia Carolina Zamorano Villarreal |

## Publicaciones

### Ichan Tecolotl
El Ichan Tecolotl es una revista de divulgación del Centro de Investigaciones y Estudios Superiores en Antropología Social que se enfocaba a temas de antropología, ciencias sociales y humanidades. Tiene el número de registro del ISSN 2683-314X.

## XLV aniversario
En todas sus sedes y a partir de septiembre del 2018, el CIESAS descartó actividades diversas para conmemorar los 45 años transcurridos desde su fundación.